# Langelede
Langelede är en kanal i Belgien.   Den ligger i provinsen Östflandern och regionen Flandern, i den nordvästra delen av landet, 50 km nordväst om huvudstaden Bryssel.
Omgivningarna runt Langelede är en mosaik av jordbruksmark och naturlig växtlighet. Runt Langelede är det tätbefolkat, med 369 invånare per kvadratkilometer.